# Dóra
A Dóra a Dorottya névnek több nyelvben is meglévő önállósult beceneve. A görög Theodora szóból származik, melynek jelentése Isten ajándéka.
Becézése: Dóri, Dórika, Dorka, Dori, Dórus, Dóris, Dóresz, Dóric

## Rokon nevek
Dorottya, Dorina, Dorinka, Dorka, Dorit, Dorotea, Doroti

## Gyakorisága
Az 1990-es években igen gyakori név, a 2000-es években a 11-14. leggyakoribb női név.

## Névnapok
- február 6.[2]

## Híres Dórák
- Arany Dóra basszusgitáros
- Danics Dóra énekesnő
- Dúró Dóra politikus
- Esze Dóra írónő, újságíró
- Kakasy Dóra színésznő
- Létay Dóra  színésznő
- Nagy Dóra válogatott labdarúgó
- Papp Dóra írónő
- Pásztory Dóra  kétszeres paralimpiai bajnok úszó
- Reglődi Dóra egyetemi tanár, anatómus, a PTE ÁOK tudományos dékánhelyettese
- Rothmeisel Dóra válogatott labdarúgó
- Szinetár Dóra színésznő
- Tolvaj Dóra festőművész
- Vass Dóra Ritmikus gimnasztika világbajnok
- Mészáros Dóra modell